# Francis Doyle Gleeson
Francis Doyle Gleeson SJ (* 17. Januar 1895 in Carrollton, Missouri; † 30. April 1983) war ein US-amerikanischer Ordensgeistlicher und römisch-katholischer Bischof von Fairbanks.

## Leben
Francis Doyle Gleeson trat dem Jesuitenorden bei und empfing am 29. Juli 1926 das Sakrament der Priesterweihe.
Papst Pius XII. ernannte ihn am 8. Januar 1948 zum Apostolischen Vikar von Alaska und zum Titularbischof von Cotenna. Der Erzbischof von Portland in Oregon, Edward Daniel Howard, spendete ihm am 5. April desselben Jahres die Bischofsweihe; Mitkonsekratoren waren der Bischof von Spokane, Charles Daniel White, und der Bischof von Nelson, Martin Michael Johnson.
Mit der Erhebung des Apostolischen Vikariats Alaska in den Rang eines Bistums und der Umbenennung wurde Gleeson am 8. August 1962 zum ersten Bischof von Fairbanks.
Francis Doyle Gleeson nahm an allen vier Sitzungsperioden des Zweiten Vatikanischen Konzils als Konzilsvater teil.
Am 15. November 1968 nahm Papst Paul VI. seinen Rücktritt als Bischof von Fairbanks an und ernannte ihn zum Titularbischof von Cuicul. Auf den Titularsitz verzichtete Gleeson mit Wirkung vom 15. Januar 1971.